# Ляди (Псковська область)
Ляди (рос. Ляды) — село в Плюському районі Псковської області Російської Федерації.
Населення становить 865 осіб. Входить до складу муніципального утворення Лядська волость.

## Історія
Від 2015 року входить до складу муніципального утворення Лядська волость.

## Населення
| 1939 | 2001  | 2002  | 2010 |
| ---- | ----- | ----- | ---- |
| 477  | ↗1174 | ↘1031 | ↘865 |